# Liste der denkmalgeschützten Objekte in Grafendorf bei Hartberg
Die Liste der denkmalgeschützten Objekte in Grafendorf bei Hartberg enthält die 18 denkmalgeschützten, unbeweglichen Objekte der Gemeinde Grafendorf bei Hartberg.

## Denkmäler
| Foto |                 | Denkmal                                                                                               | Standort                                        | Beschreibung | Metadaten |
| ---- | --------------- | --- | ----------------------------------------------- | --- | --- |
| ja   | Datei hochladen | Schloss Kirchberg am Walde/Landwirtschaftsschule HERIS-ID: 68667 Objekt-ID: 81700                     | Erdwegen 1a Standort KG: Erdwegen               | Das Schloss Kirchberg am Walde wurde um 1130 zunächst als Burg erbaut. Sie war Herrschaftssitz und Ausgangspunkt für die Besiedlung des Gemeindegebietes. Nach der Zerstörung durch die Türken wurde das Schloss 1532 durch die Grafen Trautmansdorff, die von 1443 bis 1669 Besitzer waren, wieder aufgebaut. | BDA-Hist.: Q24562635 Status: § 2a Stand der BDA-Liste: 2025-06-30 Name: Schloss Kirchberg am Walde/Landwirtschaftsschule GstNr.: 1392 Schloss Kirchberg am Walde (Steiermark)              |
| ja   | Datei hochladen | Gutshof/Meierhof (herrschaftlich), Schloss Kirchberg am Walde HERIS-ID: 68670 Objekt-ID: 81703        | Erdwegen 1a Standort KG: Erdwegen               | → Hauptartikel : Schloss Kirchberg am Walde (Steiermark) f1 | BDA-Hist.: Q64765047 Status: § 2a Stand der BDA-Liste: 2025-06-30 Name: Gutshof/Meierhof (herrschaftlich), Schloss Kirchberg am Walde GstNr.: 1392 Schloss Kirchberg am Walde (Steiermark) |
| ja   | Datei hochladen | Mariensäule HERIS-ID: 68676 Objekt-ID: 81709                                                          | bei Erdwegen 4 Standort KG: Erdwegen            | Die Mariensäule vor dem Kirchberger Schloss stammt laut Chronogramm aus dem Jahre 1667. | BDA-Hist.: Q38120353 Status: § 2a Stand der BDA-Liste: 2025-06-30 Name: Mariensäule GstNr.: 1392 Mariensäule, Kirchberg am Walde                                                           |
| ja   | Datei hochladen | Pfarrhof HERIS-ID: 51080 Objekt-ID: 56646                                                             | Hauptplatz 1 Standort KG: Grafendorf            | Der Pfarrhof ist ein zweigeschoßiger, barocker Bau aus der 1. Hälfte des 18. Jahrhunderts. Fassade mit Putzfeldern und Erdgeschoßquaderung. | BDA-Hist.: Q38043641 Status: § 2a Stand der BDA-Liste: 2025-06-30 Name: Pfarrhof GstNr.: .2 Pfarrhof Grafendorf bei Hartberg                                                               |
| ja   | Datei hochladen | Kath. Pfarrkirche hl. Michael HERIS-ID: 51081 Objekt-ID: 56647                                        | bei Hauptplatz 1 Standort KG: Grafendorf        | Die Kirche wurde 1158 urkundlich genannt. Vom mittelalterlichen Bau sind im Kern das Untergeschoß des Turmes, der Chorschluss und die Grundmauern des Langhauses erhalten. Die heutige Kirche entstand im 1. Viertel des 18. Jahrhunderts durch einen Umbau. | BDA-Hist.: Q20645152 Status: § 2a Stand der BDA-Liste: 2025-06-30 Name: Kath. Pfarrkirche hl. Michael GstNr.: .1 Pfarrkirche Grafendorf bei Hartberg                                       |
| ja   | Datei hochladen | Mariensäule HERIS-ID: 68656 Objekt-ID: 81689                                                          | bei Hauptplatz 47 Standort KG: Grafendorf       | Die vergoldete Marienstatue aus dem Jahre 1920 steht neben der Pfarrkirche. Aus Anlass der Markterhebung des Ortes wurde sie 1964 wieder errichtet. Der Entwurf für die Statue stammt von Ludwig von Kurz zum Thurn und Goldenstein. | BDA-Hist.: Q38120251 Status: § 2a Stand der BDA-Liste: 2025-06-30 Name: Mariensäule GstNr.: 1548/3 Mariensäule Grafendorf bei Hartberg                                                     |
| ja   | Datei hochladen | Hügelgräbergruppe Lebernholz HERIS-ID: 111265 Objekt-ID: 129057seit 2013                              | Lebernholz Standort KG: Grafendorf              | Das Gräberfeld besteht aus 44 Tumuli, die alle durch frühere Grabungen beschädigt sind. Bei einem wurde eine ältere eisenzeitliche Bestattung festgestellt. | BDA-Hist.: Q37822991 Status: Bescheid Stand der BDA-Liste: 2025-06-30 Name: Hügelgräbergruppe Lebernholz GstNr.: 815, 816, 785, 792, 793, 801, 784, 777, 802                               |
| ja   | Datei hochladen | Flur-/Wegkapelle Kirchberger-Kreuz HERIS-ID: 68658 Objekt-ID: 81691                                   | Standort KG: Grafendorf                         | Das Kirchberger-Kreuz, namensgebend ist die Lage an der Straße nach Kirchberg, ist eine offene Kapelle mit Ringpultdach auf 8 Pfeilern aus dem 18. Jahrhundert. Kruzifix und Altartisch sind späteren Ursprungs. Die Kapelle wurde 1969 renoviert. | BDA-Hist.: Q38120261 Status: § 2a Stand der BDA-Liste: 2025-06-30 Name: Flur-/Wegkapelle Kirchberger-Kreuz GstNr.: 1541/1 Kirchberger Kreuz                                                |
| ja   | Datei hochladen | Kreuzkapelle, ehem. Friedhofskapelle HERIS-ID: 74987 Objekt-ID: 88452                                 | Standort KG: Grafendorf                         | Die ehemalige Friedhofskapelle ist ein einfacher quadratischer Raum mit Kreuzgratgewölbe und eingezogener Altarapside. Fresken von Johann Cyriak Hackhofer aus dem Jahre 1724 zeigen die letzten vier Dinge. Die Kapelle wurde 1940 und 1978 restauriert. Seit 1981 wird die Kapelle wieder als Aufbahrungskapelle benutzt, bei einer neuerlichen Restaurierung 2002 wird die ursprünglich offene Kapelle mit einer Glasfront abgeschlossen. | BDA-Hist.: Q38137619 Status: § 2a Stand der BDA-Liste: 2025-06-30 Name: Kreuzkapelle, ehem. Friedhofskapelle GstNr.: .35 Kreuzkapelle, Grafendorf bei Hartberg                             |
| ja   | Datei hochladen | archäolog. Kleindenkmal/Spolie der Röm. Kaiserzeit, Zwei Römersteine HERIS-ID: 80767 Objekt-ID: 94513 | Hauptplatz 2, bei Standort KG: Grafendorf       | Drei Spolien: ein römerzeitlicher Grabstein aus dem 1. Jahrhundert n. Chr. (Für Rusticus, Sohn des Secundus, 60 Jahre); ein römerzeitlicher Grabstein aus dem 2. Jahrhundert n. Chr. (Für Gaius Sacretius Spectatinus, Bürgermeister von Flavia Solva, 50 Jahre); ein römerzeitliches Grabsteinfragment | BDA-Hist.: Q38174513 Status: § 2a Stand der BDA-Liste: 2025-06-30 Name: archäolog. Kleindenkmal/Spolie der Röm. Kaiserzeit, Zwei Römersteine GstNr.: 3                                     |
| ja   | Datei hochladen | Einzelbauwerk der Röm. Kaiserzeit, Römerzeitliche Villa Rustica II HERIS-ID: 80769 Objekt-ID: 94516   | Standort KG: Grafendorf                         | Mauerreste einer römischen Villa. Tonscherben und der Fund einer Doppelknopffibel weisen auf eine Nutzung des Gebäudes seit dem 2. Jahrhundert n. Chr. hin. | BDA-Hist.: Q38174520 Status: § 2a Stand der BDA-Liste: 2025-06-30 Name: Einzelbauwerk der Röm. Kaiserzeit, Römerzeitliche Villa Rustica II GstNr.: 572, 574                                |
| ja   | Datei hochladen | Nischen- /Kapellenbildstock HERIS-ID: 68680 Objekt-ID: 81713                                          | bei Kleinlungitz 26 Standort KG: Gräflerviertl  | | BDA-Hist.: Q38120366 Status: § 2a Stand der BDA-Liste: 2025-06-30 Name: Nischen- /Kapellenbildstock GstNr.: 761/2                                                                          |
| BW   | Datei hochladen | Hügelgräber im Penzendorfer Ghart HERIS-ID: 60191 Objekt-ID: 72223                                    | Penzendorfer Ghart Standort KG: Obersafen       | Das Gräberfeld besteht aus etwa 50 Grabhügeln. Anmerkung: Die Hügelgräber im Penzendorfer Ghart liegen entlang der Gemeindegrenze von Greinbach und Grafendorf bei Hartberg. Dementsprechend scheinen sie in beiden Gemeinden als denkmalgeschützte Objekte auf. | BDA-Hist.: Q38090769 Status: Bescheid Stand der BDA-Liste: 2025-06-30 Name: Hügelgräber im Penzendorfer Ghart GstNr.: 288, 263, 289, 264                                                   |
| ja   | Datei hochladen | Bildstock HERIS-ID: 68662 Objekt-ID: 81695                                                            | Standort KG: Seibersdorf                        | Der Bildstock wurde zur Erinnerung an Wolfgang Graf von Wurmbrand-Stuppach, dem Besitzer von Schloss Reitenau, errichtet, der am 7. August 1704 von einem Bauerngericht, das ihn der Kollaboration mit den Kuruzen verdächtigte, zum Tode verurteilt und an dieser Stelle hingerichtet wurde. | BDA-Hist.: Q38120283 Status: § 2a Stand der BDA-Liste: 2025-06-30 Name: Bildstock GstNr.: 929/2 Wayside Shrine (Seibersdorf)                                                               |
| ja   | Datei hochladen | Kath. Filialkirche hl. Pankratz HERIS-ID: 69838 Objekt-ID: 82927                                      | Pongrazen 16, in der Nähe Standort KG: Stambach | Die 1544 erstmals urkundlich erwähnte Kirche befindet sich am Osthang des Masenbergs auf einer Höhe von 925 Metern. Nach einem Blitzschlag wurde sie 1800 erneuert. Die Kirche besteht aus einem einfachen Saalraum mit Flachdecke, der gegen Westen ansteigt. An der Ostseite ist ein Turm mit Zeltdach vorgebaut. Der kleine Hochaltar stammt von Wolf Schmidt aus dem Jahre 1743 und stellt die Marter des hl. Pankraz dar. In einer Wandnische steht eine Kopie der Mariazeller Maria auf einer Säule aus dem Jahre 1681. Jugendstilluster um 1900. | BDA-Hist.: Q67532562 Status: § 2a Stand der BDA-Liste: 2025-06-30 Name: Kath. Filialkirche hl. Pankratz GstNr.: .111 Filialkirche Pongrazen                                                |
| ja   | Datei hochladen | Mesnerhaus, Schutzhaus/-hütte HERIS-ID: 69840 Objekt-ID: 82929                                        | Pongrazen 16 Standort KG: Stambach              | | BDA-Hist.: Q38123241 Status: § 2a Stand der BDA-Liste: 2025-06-30 Name: Mesnerhaus, Schutzhaus/-hütte GstNr.: 882 Mesnerhaus, Schutzhaus/-hütte                                            |
| ja   | Datei hochladen | Schloss Reitenau HERIS-ID: 69827 Objekt-ID: 82916seit 2012                                            | Stambach 1 Standort KG: Stambach                | Schloss Reitenau wurde im 14. Jahrhundert als Wasserschloss erbaut und im 18. Jahrhundert in die heutige Form gebracht. Es ist ein dreigeschoßiger Bau mit vier runden Ecktürmen, die Wassergräben wurden erst im 20. Jahrhundert eingeebnet. Auch Reste der Basteien sind noch vorhanden. Das barocke Portal an der Eingangsfront ist von zwei Pilastern flankiert. | BDA-Hist.: Q18340144 Status: Bescheid Stand der BDA-Liste: 2025-06-30 Name: Schloss Reitenau GstNr.: .1, 1, 1356/5 Schloss Reitenau                                                        |
| ja   | Datei hochladen | Wirtschaftsgebäude Schloss Reitenau (Südflügel) HERIS-ID: 69825 Objekt-ID: 82914seit 2012             | Stambach 1, bei Standort KG: Stambach           | Westlich des Schlosses stehen zwei ehemalige Schüttkästen. | BDA-Hist.: Q64765085 Status: Bescheid Stand der BDA-Liste: 2025-06-30 Name: Wirtschaftsgebäude Schloss Reitenau (Südflügel) GstNr.: .2/1 Schloss Reitenau                                  |

## Ehemalige Denkmäler
| Foto |                 | Denkmal                                                                                  | Standort                          | Beschreibung | Metadaten |
| ---- | --------------- | ---------------------------------------------------------------------------------------- | --------------------------------- | --- | --- |
| ja   | Datei hochladen | Einzelfund (Römische Kaiserzeit), Löwenskulptur HERIS-ID: 80778 Objekt-ID: 94526bis 2021 | Stambach 77 Standort KG: Stambach | Der rund 1800 Jahre alte Grablöwe wurde am 12. September 1954 bei Straßenbauarbeiten etwa 100 m westlich vom Hof vulgo Seidl entdeckt. Der Fund wurde nach Grafendorf gebracht und vor der Volksschule aufgestellt. Mit der Errichtung des Gemeindezentrums in Stambach konnte der bereits stark abgewitterte Löwe wieder in seinen Heimatort übersiedeln, wo er unter Dach vor weiterer Verwitterung geschützt ist. | BDA-Hist.: Q38174570 Status: § 2a Stand der BDA-Liste: 2021-07-01 Name: Einzelfund (Römische Kaiserzeit), Löwenskulptur GstNr.: 146/1 |

## Legende
Quelle für die Auswahl der Objekte sind die vom BDA jährlich veröffentlichten Denkmallisten des jeweiligen Bundeslandes. Die Tabelle enthält im Einzelnen folgende Informationen:
| Foto:             | Fotografie des Denkmals. Klicken des Fotos erzeugt eine vergrößerte Ansicht. Daneben finden sich zwei Symbole: Hier finden sich weitere Bilder des Objekts auf Wikimedia Commons. Ein Link zum Upload eines neuen Bildes. Bestimmte Parameter sind dabei schon vorausgefüllt.                                                                                     |
| Denkmal / Status: | Bezeichnung des Denkmals. Es ist die Bezeichnung angegeben, wie sie vom Bundesdenkmalamt verwendet wird. Der Status darunter gibt an, ob das Objekt per Bescheid oder mittels Verordnung (gemäß § 2a Denkmalschutzgesetz) unter Schutz gestellt wurde. Weiters ist die Objekt-Identifikationsnummer (ObjektID) angeführt.                                         |
| Standort:         | Es ist die Adresse angegeben. Bei freistehenden Objekten ohne Adresse (zum Beispiel bei Bildstöcken) ist eine Adresse angegeben, die in der Nähe des Objekts liegt. Durch Aufruf des Links Standort wird die Lage des Denkmals in verschiedenen Kartenprojekten angezeigt. Darunter sind die Katastralgemeinde (KG) und die Grundstücksnummer (GstNr.) angegeben. |
| Beschreibung:     | Kurze Angaben zum Denkmal. |
| Metadaten:        | Zusätzlich werden wenn in den persönlichen Einstellungen das Helferlein Dauerhaftes Einblenden von Metadaten aktiviert ist ebensolche angezeigt. |

Die Tabelle ist alphabetisch nach dem Standort des Denkmals sortiert. Das Sortierkriterium ist die Adresse. Außerdem ist es möglich, die Tabelle nach der Katastralgemeinde zu sortieren.